# Luis E. Lichowski
Luis Enrique Lichowski (Oberá, Misiones, Argentina, 23 de julio de 1959) es un ingeniero, educador, gestor universitario y funcionario público argentino.
Se desempeñó en sus primeros años de actividad laboral como empresario, primero en la empresa de su padre y luego con emprendimientos propios, hasta el año 1990, en que creó, junto a su esposa, el Instituto Privado de Estudios Superiores de Misiones (IPESMI),´primera institución laica de educación superior de la Provincia de Misiones con reconocimiento oficial.
En 1992 inicia -también junto a su esposa- el proyecto de creación de una Institución Universitaria privada en la Provincia, lo que se concretaría en el año 1997 con la creación del Instituto Universitario Gastón Dachary, primera institución en tener reconocimiento oficial previa evaluación de la Comisión Nacional de Evaluación y Acreditación Universitaria, época en la que de un centenar de proyectos en proceso, un pequeño número que logró superar las pautas de calidad y pertinencia. En el año 2009 la Institución se transformaría en Universidad y obtendría autonomía plena, previa evaluación externa, lo que se concretó con la firma del Decreto respectivo por parte de la presidenta de la Nación el 25 de febrero de 2009, en la Quinta Presidencia de Olivos. Es desde el año 2001, Rector de la Institución, con períodos de licencia.
En diciembre de 2007, encontrándose cursando estudios de Desarrollo Económico en la Universidad Carlos III de Madrid, el Ingeniero Orlando Franco, electo intendente de Posadas, lo invita a formar parte de su gestión. Resuelven crear una nueva área municipal que se ocupe de la planificación de la ciudad, del impulso al desarrollo económico, y de generar políticas innovadoras. Una vez regresado a Posadas en marzo de 2008, asume la nueva Secretaría de Promoción del Desarrollo, cargo que ocupó hasta diciembre de 2013.
Además de ello, se desempeña en diversas funciones vinculadas a su rol público, entre ellos Secretario Ejecutivo del Plan Estratégico Posadas, Vicepresidente del Parque Industrial Posadas, Presidente del Consorcio de microcréditos Promoviendo Posadas, Secretario Ejecutivo del Programa de Promoción Socioproductiva de Posadas, entre otros. Es además cofundador e integrante de la Comisión Directiva de la Federación Argentina de Parques Industriales. 
Desde diciembre de 2015 hasta enero de 2021 se desempeñó como Ministro de Industria de la provincia de Misiones, desde donde estuvo al frente del Parque Industrial Posadas SAPEM, como presidente, dando un nuevo impulso tecnológico con la radicación de tres empresas de vanguardia como LUG Light Factory, fábrica de capitales europeos líder en Luminarias Led, única en Latinoamérica; Voltu Motors Energy, startup nacional que fabrica baterías de litio y motos eléctricas; y UTE APICOFOM, la primera fábrica de casas de madera industrializada del NEA. (enlace roto disponible en Internet Archive; véase el historial, la primera versión y la última).
En ese período impulsó también el primer laboratorio central inteligente del NEA (LACEPMI), único en la región, dando un salto cualitativo en término de análisis industriales.  
Asimismo impulsó el primer programa de certificación forestal FSC en la provincia, estableciendo parámetros internacionales de producción y comercialización.
Fue presidente de la Administración Portuarias de Posadas y Santa Ana (APPSA).  Luego de intentos de adjudicación del Puerto de Posadas que no dieron resultado, propuso al Gobernador de la Provincia que el Estado Provincial se haga cargo de la administración del puerto. Se obtuvo un aporte del Estado Nacional y luego de un proceso de selección suscribió en 2020 con la firma alemana Liebher la compra del equipamiento”.

En el ámbito académico, es Secretario Permanente de la Red de Cooperación Interuniversitaria para el Desarrollo y la Integración Regional (CIDIR), y representante del Consejo de Rectores de Universidades Privadas en el Consejo Consultivo de Universidades de Cancillería Argentina.

## Funciones públicas

### Cuestiones socio-productivas desde la Universidad

#### Cluster del té – Sector maderero zona Centro.
En 2001, toman con Xavier Martínez Cobas, Vicerrector de la Universidad de Vigo, España, la iniciativa de realizar un análisis estratégico del sector del Té en al Provincia. Consiguen el apoyo de la Agencia de Cooperación Española quien financia el análisis estratégico y culmina en la publicación de un libro con los resultados.  Ello derivaría luego en que el Ministerio de Ciencia y Tecnología de la Nación apoyara el sector y se creara el Cluster del té, iniciativa de la que derivarían formación en calidad, buenas prácticas de agricultura, nuevos modelos de cocechadoras, entre otros aportes. 

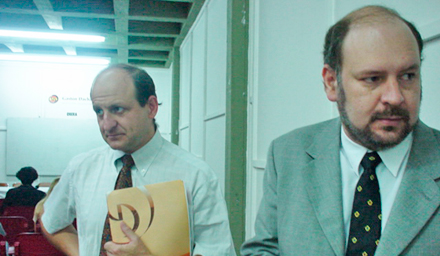
Luis y Carlos Jardón, especialista español en cadenas productivas, durante un taller realizado en Oberá, en 2002.

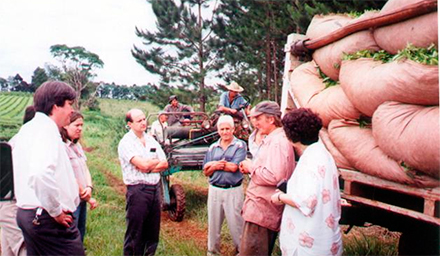
Equipo técnico del cluster del té, en diálogo con productores.

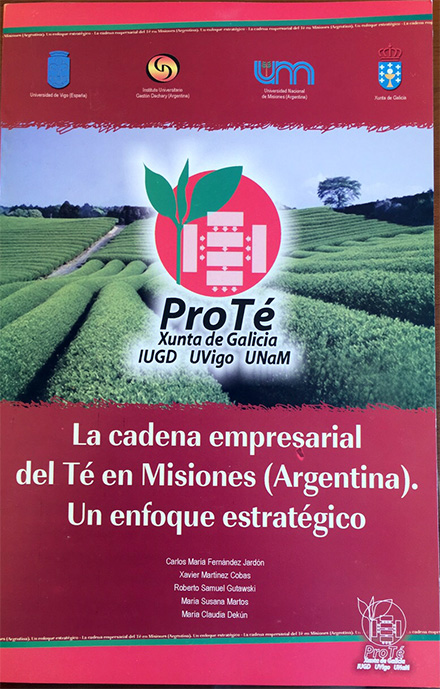
Publicaciones - PRO TÉ

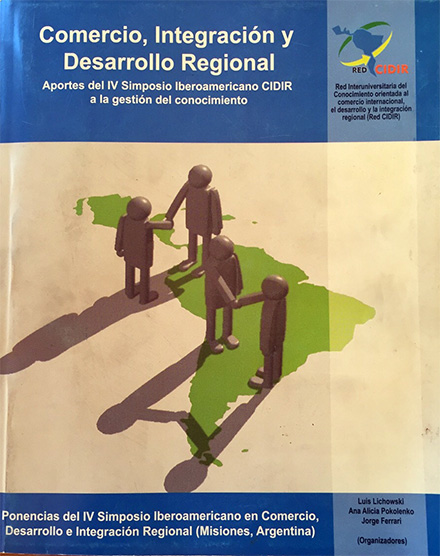
Comercio, Integración y Desarrollo Regional

Con posterioridad se realizaría, impulsadas por el Instituto Universitario del cual luis es Rector, la Universidad de Vigo, y la Universidad Nacional de Misiones, un estudio del sector maderero en la zona central de la Provincia, que también derivaría en una propuesta estratégica para el sector.

### Fundación y participación de Agencias de Desarrollo
El acercamiento formal de Luis a los espacios de promoción del desarrollo, se dio en 2004,  cuando Luis, en representación de la Universidad Gastón Dachary, forma parte como cofundador, de la Agencia para el Desarrollo Económico de Misiones (ADEMI), entidad en la que participaría activamente integrando el cuerpo directivo hasta que delega años después dicha función.
En el mismo año, y también con Luis Lichowski como cofundador, se crea la Agencia para el Desarrollo de la Región Central de Misiones (ARCENTRL), junto a la Universidad Nacional de Misiones, el Gobierno de la Provincia, y las Cámaras de Comercio e Industria y Municipios de Oberá y Leandro N. Alem. 
Luis también impulsaría –ya en 2012- la participación de la Universidad

### La convocatoria de Orlando Franco y la nueva Secretaría
En 2007 Luis se encontraba con su esposa e hijo, residiendo en España, cursando estudios de Desarrollo Económico en la Universidad Carlos III de Madrid.  Orlando Franco, electo intendente, y con quien habían compartido experiencias profesionales en los años 90, lo invita a formar parte su equipo.
Resuelven crear un área nueva en el Municipio que asuma roles no tradicionales.  Fundamentalmente el planeamiento estratégico de la Ciudad, y el impulso al Desarrollo Económico, entre otros. 
Luis permanece unos meses más en España, que aprovecha para recorrer municipios y explorar experiencias y estrategias, y al regresar asume la nueva “Secretaría de Promoción del Desarrollo” en abril de 2008. 

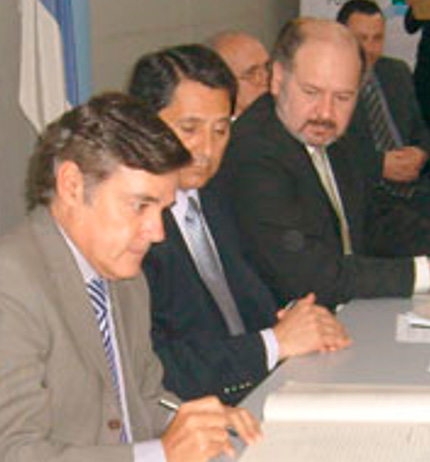
Carlos Rovira, Orlando Franco y Luis Lichowski.

### El Plan Estratégico Posadas 2022
Ya como parte de las propuestas de campaña que habían elaborado en conjunto Orlando Franco y Luis Lichowski se había incluido como uno de los ejes principales la elaboración de un plan estratégico para la ciudad, integral y ampliamente participativo.
Las estrategias son elaboradas desde la nueva Secretaría. Se convoca a un equipo técnico, a especialistas externos. El 7 de julio se suscribiría el acta constitutiva del PEP2022, con un Consejo integrado por 22 instituciones ampliamente representativas de la Comunidad. El documento designa a Luis secretario técnico ejecutivo del PEP2022.

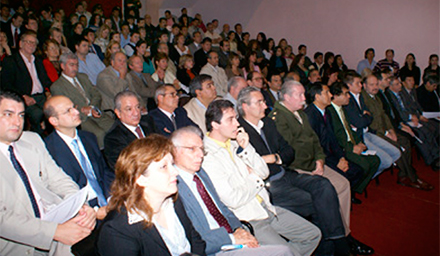
Público asistente al acto fundacional del Plan Estratégico Posadas 2022.

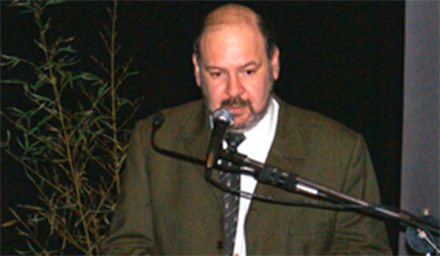
Luis explica cual sería el proceso de elaboración del Plan estratégico en el Acto Fundacional

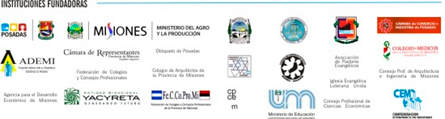
Instituciones fundadoras del Plan Estratégico

Se realizarían numerosos talleres y plenarios, que derivarían en la redacción final del plan, que sería aprobado por varias instancias:
1. Los “Plenarios Ciudadanos”, con participación de representantes institucionales de la comunidad.
2. El Consejo de Plan Estratégico, conformada por las Instituciones Fundadoras.
3. El Honorable Consejo Deliberante, con lo que el Plan tomar carácter legal.
4. La Convención Constituyente, que incorpora la planificación de la Ciudad en la nueva Carta Orgánica de Posadas.

### El apoyo al desarrollo Socioproductivo
El apoyo a microemprendedores es un área central de la gestión.

### El Parque Industrial Posadas
En el año 2008, el Intendente de Posadas encomienda a Luis iniciar el diseño físico y organizacional del Parque Industrial Posadas, para el que el Estado Provincial había expropiado un predio de 112 hectáreas en la zona de Nemesio Parma, al Oeste de Posadas.
La primera decisión fue tomar contacto con otros parques, visitarlos, examinar experiencias conociendo aciertos y errores en diseño y gestión. Se diseñó el proyecto que fue destacado en repetidas oportunidades como destacado. La Ministra de Industria de la Nación hizo referencia al mismo en diversos actos, al igual manera que la Federación Argentina de Parques Industriales lo toma como ejemplo.
Una vez culminada la construcción del Parque se constituye la Sociedad Parque Industrial Posadas SAPEM; correspondiendo al Estado Provincial la Presidencia, y ocupando Luis la Presidencia primera en representación de la Municipalidad, cargo que ocupa actualmente.

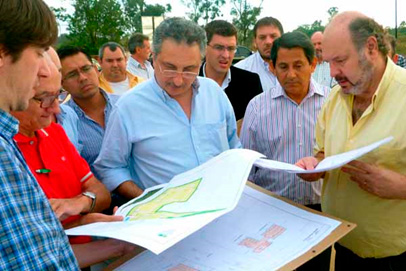
El Vicegobernador Hugo Passalacqua y el Intendente Orlando Franco visitan el Parque Industrial. En la imagen junto a Luis Lichowski, que explica características.

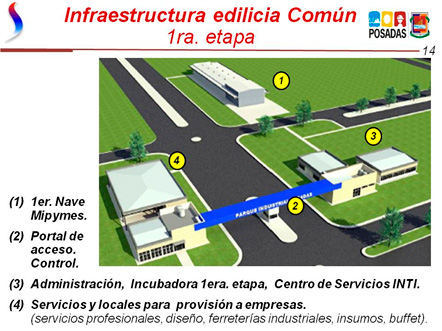
Infraestructura edilicia

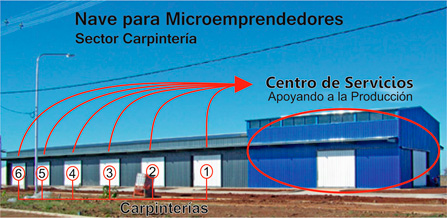
Naves para microemprendedores

## La participación política

### Posadas en desarrollo
En el proceso eleccionario de 2011, Luis y un grupo de profesionales de su equipo: Claudio Aguilar, Juan Carlos Ferreyra, Marcelo Orue, Guillermo Hassel, Juan Pablo Cinto, y con el Secretario de Planificación Estratégica y Territorial de la Municipalidad, Arq. Eduardo Bertoni, entre otros, deciden conformar una agrupación política que apoye la reelección del Intendente Franco.  Conforman “Posadas en Desarrollo”.

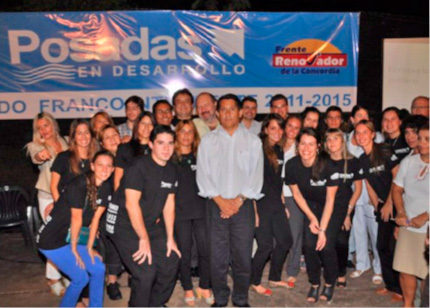
Posadas en Desarrollo

### Misiones en desarrollo
Posteriormente, resuelven expandir las acciones al interior de la Provincia, conformando “Misiones en Desarrollo”.

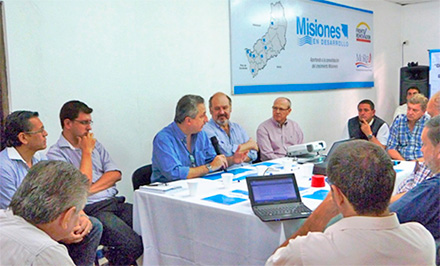
Misiones en Desarrollo

### Relacionamiento con Scioli. Fundación DAR.
En 2014, Luis establece vínculos con la Fundación DAR, Desarrollo Argentino, presidida por José Pepe Scioli, hermano del Gobernador de la Provincia de Buenos Aires, Daniel Scioli. Suscriben un acuerdo y en adelante se desarrollarían crecientemente acciones en conjunto.

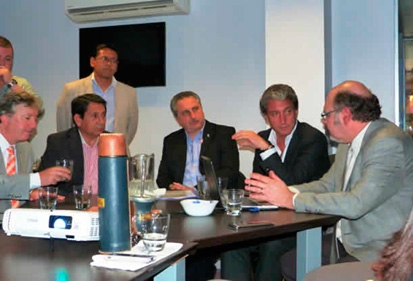
En oportunidad de suscripción de convenio con Pepe Scioli. Acompañan Orlando Franco y Hugo Passalacqua.

### El proyecto “Lichowski Intendente 2015”.
Ya durante 2014 surge la propuesta de que Luis Lichowski sea candidato a intendente en 2015, posibilidad que Luis en principio ve lejana por su dedicación a la Universidad y a sus gestiones en la Secretaría. Luego de diversas reuniones con referentes políticos durante marzo y abril de 2015, finalmente se toma la decisión de confirmar la candidatura y trabajar por la gestión municipal. 

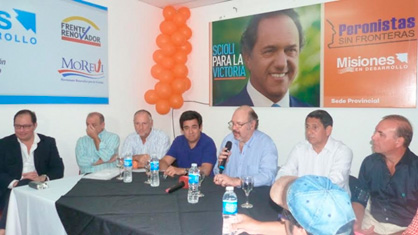
En oportunidad de la visita de Alejandro Arlia, Ministro de Infraestructura de la Provincia de Buenos Aires y titular del movimiento “Peronistas sin fronteras” que impulsa a Daniel Scioli a la presidencia de la República.

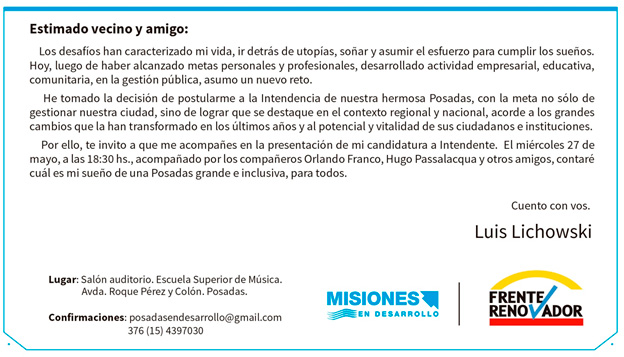
Invitación a vecinos

## Historia personal

### Niñez y adolescencia
Esteban se dedica desde joven a la agricultura y al Comercio, siendo la actividad comercial en el rubro de bebidas lo que lo llevaría al crecimiento socioeconómico. 
Luis y sus hermanas crecieron entre botellas, cajones y damajuanas, jugando entre depósitos y camiones y compartiendo con repartidores y clientes.  La mayoría de los fines de semana y vacaciones Luis las pasaba en Colonia Los Helechos, en casa de sus tíos Gregorio Lichowski y flia, compartiendo la vida de la chacra, y la gran vida comunitaria en torno al Gran Almacén de Ramos Generales y al  “Salón Lichowski” de su tío, en que se hacían bailes, cine móvil y actividades que concentraban a los colonos que llegaban en decenas en sus tractores, muchos con sus acoplados abarrotados de colonos. 
Inició su primaria en el Colegio Mariano Moreno de Oberá, pasando al Instituto Carlos Lineo al tercer grado. En 1969, en función del crecimiento de los negocios en Posadas,  la familia se traslada a la Capital Provincial. Luis cursaría 6° y 7° grado en el Colegio Roque González, y la secundaria en la Escuela Nacional de Comercio Libertador General San Martín, en ese entonces en la céntrica esquina de San Lorenzo y Entre Ríos, donde tendría un desempeño bueno, aunque no excepcional, aunque sería el mejor promedio del curso en 5.º año.

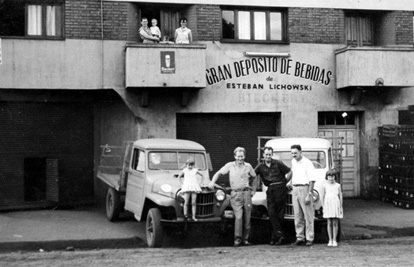
Frente al depósito de Esteban en Oberá. Luis recostado en el balcón.

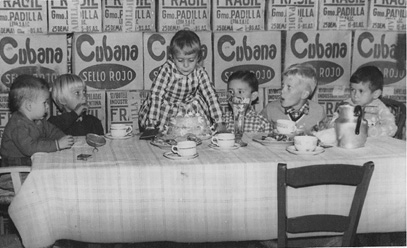
En cumpleaños de su hermana Nussi. Luis a la izquierda en la foto

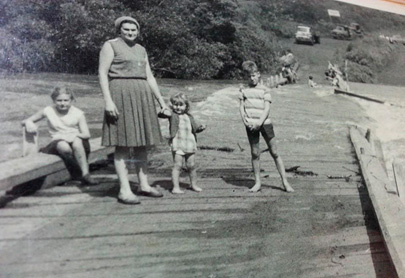
Imagen típica de la época en el interior de Misiones. Luis con su madre y hermanas.

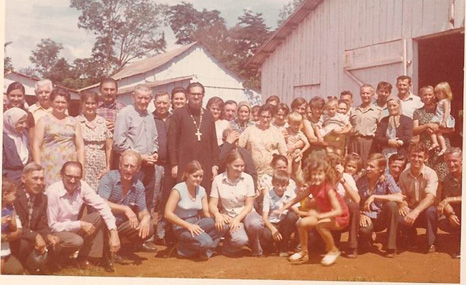
Reunión familiar en el Salón Lichowski, de Los Helechos, aproximadamente 1970. Esteban y flia ya residían en Posadas

En su adolescencia, y a partir del rol de su padre en el Rotary Club, participa de diversos intercambios estudiantiles, con períodos de estancias diversos. Participa activamente también del Interact Club.
Practica canotaje y actividades diversas en el Rowing Club Posadas, en ese entonces sobre el arroyo Zaiman casi desembocadura con el Río Paraná, zona hoy bajo aguas.
Su adolescencia también fue de fuerte dedicación al trabajo, en la empresa de su padre, participando en el reparto de bebidas junto a choferes y operarios, por toda la ciudad.  Allí llegó a los diversos barrios de la ciudad, y recuerda especialmente al hoy desaparecido bajo las aguas “Barrio El Chaquito”,  gran consumidor de los vinos Toro y Cervezas Bieckert, que ellos proveían.  Luis se desempeñó también como hábil conductor de los autoelevadores o sampimovil, batiendo récords de tiempo de descarga de camiones, no sin romper algunas decenas de cajones en alguna oportunidad.

### Etapa Universitaria
Su vocación inicial fue la Ingeniería Aeronáutica, que surgió a partir de su afinidad adolescente por la aviación. A los pocos días de cumplir los 17 años  -edad mínima requerida para obtener licencia- se recibe de Piloto Privado de Avión, habiendo realizado los cursos y horas de vuelo durante sus 16. Participó en vuelos diversos como copiloto en viajes de taxi aéreo en Misiones y Corrientes.  Al trasladarse a Chaco para estudiar, voló pocos meses más, hizo vuelos de planeadores y abandonó la actividad, lejos de su aeroclub Posadas en que se sentía cómodo. 

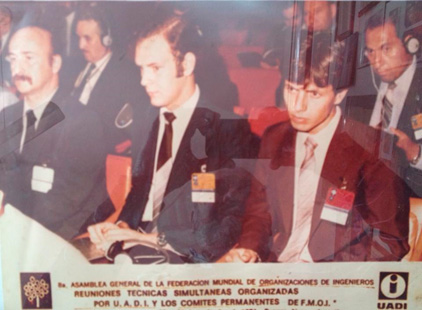
Al centro, Luis, participando como estudiante del Congreso Mundial de Asociaciones de Ingenieros

Finalmente, inició la carrera de Ciencias Económicas.  Aprobó las materias de primer año pero se “agobio” con Derecho.  Viviendo con su primo Andrés Lichowski, que estudiaba Ingeniería, decidió cambiar de carrera e inicio Ingeniería en Construcción, que sería finalmente la que le otorgaría el título universitario, pero que nunca ejerció, excepto por el cálculo de las vigas de su casa –suele decir–.

### Constitución de su familia
Alba y Luis se conocieron el 31 de mayo de 1980, en el casamiento del amigo común Marcelo Mascarino.  Hubo una simpatía inmediata. Se volvieron a encontrar el viernes 9 de enero de 1981, y se “arreglaron” (término de la época) el domingo 11.  Luis estaba tan decidido que la noche anterior había informado a su novia en ese momento su decisión de interrumpir la relación. A los pocos días de haberse arreglado Alba y Luis comunicaron a Chiqui Pérez, el padre de Alba, que ellos se casarían, lo que ocurrió el 6 de enero de 1984. 
En cumpleaños de su hermana Nussi.  Luis a la izquierda en la cabecera. Obviamente, entre cajas de bebidas. 
Pasaron buena parte del noviazgo viviendo distantes. Alba estudiaba en Posadas y Luis en Resistencia. Dos cartas semanales “de papel y por correo postal” (aún preservadas), y viajes cada 2-3 semanas.  Hasta que en julio de 1983 Luis vuelve a Posadas. 
La firma de Luis son los trazos de su apellido.  Pero los primeros segmentos son “AL-BA” en trazos de taquigrafía, modalidad de escritura que aprendió en la escuela secundaria.
Sus tres hijos, Tania, Gabriela y Lucas, viven actualmente en Posadas, y comparten buena parte de los proyectos familiares. 
Es tradición que los sábados se almuerza en la casa de Alba y Luis, con los tres “chicos”, y los cuatro abuelos, más diversos invitados.  Alba y Luis tienen la fortuna de tener ambos a sus padres compartiendo con ellos, y los chicos a sus cuatro abuelos, Nati, Chiqui, Esteban y Hainka. Largas discusiones y debates, y no pocos recuerdos y anécdotas,  hacen las sobremesas.

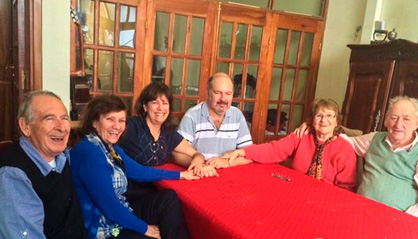
Alba y Luis con sus padres, en la sobremesa de uno de los almuerzos familiares.

## Primera etapa laboral

### Inicio en la docencia y la informática
Mientras cursaba segundo año de Ingeniería, y cuando la Informática era una ciencia para pocos (1.978), la Facultad de Ingeniería de la UNNE hacia vanguardia con una materia “Computación” en la que efectivamente se enseñaba a programar. El primer parcial consistió en crear un algoritmo para ordenar números naturales.  De los 120 alumnos solamente Luis logró resolverlo, lo que le valió ser invitado a integrar el Departamento de Computación de la Facultad. Entre sus tareas y siendo estudiante de tercer año, tuvo, por ejemplo, que dictar un curso de varios encuentros en Formosa contratado por la Dirección de Vialidad de esa Provincia con la UNNE, para sus profesionales.
A su vez, Alba, siendo estudiante universitaria, realiza un curso de Computación en la Fac. de Ciencias Exactas de la UNaM, a cargo del Ing. Carlos Pugliese.
Ambos hechos marcarían como natural la incursión de la pareja en la informática.

### Paso por Esteban Lichowski S.A.
Al regresar de Resistencia, en julio de 1983, Luis se incorporó a la empresa familiar, “Esteban Lichowski S.A.”, en la que ya desarrollaba actividades durante sus estadías temporarias en Posadas.
Algunos desacuerdos con su padre, y la generación de su propio proyecto, llevaron al apartamiento de la Luis de la empresa de su padre. Cuando por las diferencias existentes Luis y Alba toman la decisión de trasladar Lichowski Computación del local de su padre a un local alquilado, Esteban manifiesta que si lo hacía “dejaba de ser su hijo”. Se trasladaron de todas maneras, con la pérdida consecuente de beneficios y recursos con los que contaban. Fue una época de fuerte crisis de la que debieron, poco a poco, reponerse. 
Obviamente, el tiempo borra heridas, y más tratándose de lazos familiares, y al poco tiempo las relaciones con Esteban se restablecieron, aunque en lo familiar, y nunca más en lo laboral. 

### Lichowski Computación.
Constituyeron Lichowski Computación, firma dedicada a Programación y a venta de equipos, insumos y servicios para Informática.  Fue, en los años 1984-1989, una de las firmas líderes de la Provincia en el rubro en la época, junto a Cendeco S.A. (distribuidor de IBM) y Centro de Cómputos Eldorado (distribuidores de NCR).
En capacitación se destacaron rápidamente.  Mientras todas las academias locales enseñaban programación Basic y otros lenguajes, en Lichowski Computación se enseñaba programación también, pero se dedicaban principalmente a cursos para el perfil del usuario, no del programador, lo que generó amplia aceptación y repercusión en la docencia en la especialidad, lo que finalmente también orientaría claramente el destino de las actividades de la pareja.
Superado el mal momento, la empresa creció, llegando a tener alrededor de 15 empleados, entre programadores, personal técnico y ventas. Fueron proveedores de las principles empresas privadas y del Estado, con equipos, y de insumos y equipos.

### Hitos
Pueden destacarse algunos hitos de la época, logrados en los años en que Luis contaba entre 24 y 30 años:
PRIMERAS COMPUTADORAS COMPATIBLES: Fueron distribuidores de diversas marcas de computadoras, y los primeros proveedores de equipos PC de arquitectura abierta, compatibles, que no generaban dependencia del fabricante. En una época en la que el mercado estaba dominado por arquitecturas cerradas, (IBM y NCR fundamentalmente en Misiones), trajeron marcas compatibles, en las que los componentes se conseguían libremente en el mercado, lo que otorgaba flexibilidad, reducción de costos y no dependencia al usuario. 
PRIMEROS EQUIPOS APPLE EN MISIONES: También –junto a Carlos Pugliese- fueron los primeros proveedores de Apple, con los modelos Lisa y Macintosh, en la Provincia de Misiones.
PRIMERAS REDES DE COMPUTADORAS: La firma fue la primera proveedora de la provincia de redes de PCs compatibles de arquitectura abierta.  Las tres primeras redes se instalaron en el Ministerio de Educación de la Provincia (receptor, Alfredo Yaquinaldi), en Hreñuk S.A. (receptor Jorge Kruselniski) y Cooperativa Agrícola de Colonia Liebig, Molinos Playadito (receptor Gustavo Cuatrin). Se adquirían las partes por separado (computadora, placas de red, y software) a distintos proveedores. Esto provocó en alguna ocasión problemas de compatibilidad, que llegó a la detección por parte de NEC Japón de un error de programación en un chip de teclado, que fue remitido varios meses después por NEC para los equipos de Hreñuk, al existir funciones de software que no eran contempladas. 
PRIMER PROVEEDOR DE INTERNET: Si bien esto fue ya desde el IPESMI, los Lichowski fueron los primeros en proveer, desde el sector privado, el acceso a Internet en la Provincia. Contrataron un acceso satelital, y con ello fueron los primeros proveedores domiciliarios y empresariales.  También instalaron el primer locutorio internet de la Provincia en el local de Calle San Lorenzo entre Catamarca y Colón, donde ahora se encuentra la panadería Croissant.

### Crisis
La gran crisis nacional provocada por Menen y Caballo en los 90 no fue una excepción para el matrimonio Lichowski.  A ello se sumó un par de negocios fallidos., como el vender al Estado con precios congelados en pesos, cobrando meses después,  basándose “en la palabra” del proveedor (FATE Electrónica, distribuidora entonces de NEC), de respetar el tipo de cambio de fecha de operación para un par de operaciones importantes, llevaron a que una vez cobradas las operaciones, no fuera suficiente ni para pagar una buena porción los costos de los equipos. 
A esto se sumó la decisión de alquilar un equipo NEC de vanguardia, tomando el empuje del proveedor, a U$S 1500 dólares de la época, bajo la suposición de prontas ventas importantes y rápida recuperación.  No se vendió ningún equipo, y la deuda por alquiler se cobró hasta le último centavo. 
Esto llevó a una crisis y problemas financieros que derivaron en la disolución de la firma. 
Siendo que la actividad que “sostenía” el sistema del matrimonio Lichowski era la capacitación, esto claramente llevó al abandono de la actividad comercial, y la dedicación plena a la actividad original y que siempre fue vocación en ambos.  Surgió el IPESMI, con la carrera de Analista de Sistemas, inexistente entonces en la Provincia de Misiones. En el mismo año se crearía esta carrera en el IPESMI y en la Escuela Superior Normal 10 de la misma ciudad. 

## Etapa académica

### Nacimiento del IPESMI
En 1990 Alba y Luis deciden fundar el IPESMI, Instituto Privado de Estudios Superiores de Misiones, que sería la primera Institución de Educación Superior laica de la Provincia. Iniciarían actividades con la carrera de Analista de Sistemas, y en los años posteriores crearían otras ligadas a la Administración, Comercialización y Comercio Exterior.
En el año 1993 deciden crear un colegio secundario. El IPESMI nivel medio.

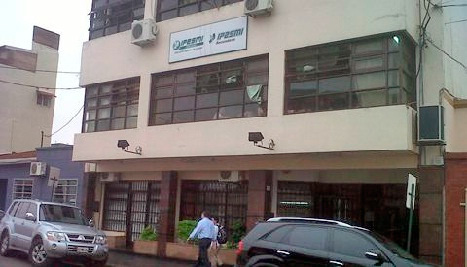
Instituto Privado de Estudios Superiores de Misiones

### El proyecto Universitario
BREVE RESEÑA HISTORICA
- Set-1992 - Primeros pasos para la creación de una Institución Universitaria

Se analiza con autoridades del Ministerio de Educación de la Nación la factibilidad de creación de una Universidad Privada en Misiones.
- Feb-1995 - Proyecto Universitario
  - Se presenta al Gobierno Nacional el proyecto de creación del IUGD.
- Set-1997 - La CONEAU recomienda la autorización del IUGD.
  - Por resolución Nro. 95/97, el IUGD es la primera institución del interior del país que recibe dictamen favorable del organismo.
- Set-1998 - Acto inaugural del IUGD
  - El 18 de septiembre se realiza el acto formal de inauguración, habiéndose iniciado las actividades académicas.
- 2005-06 - Primera Evaluación Institucional.
  - Se desarrolla la autoevaluación y posterior evaluación externa, mediante el cual un comité de seis expertos analiza el desarrollo y estado institucional y realiza constataciones in-situ.
- Jul-2007 - Aprobación del informe de Evaluación Externa
  - La CONEAU aprueba el informe de Evaluación Externa del IUGD, disponible en www.coneau.gov.ar
- Abr-2008  - Recomendación de reconocimiento definitivo del IUGD.
  - La CONEAU recomienda al Poder Ejecutivo Nacional otorgar autonomía plena a la Institución.
- Feb-2009 - Transformación en Universidad
  - Por Decreto dell Poder Ejecutivo Nacional se otorga el reconocimiento definitivoa la Universidad Gastón Dachary.

## Otros aspectos

### Estudios en España
Entre agosto de 2007 y marzo de 2008 Luis y Alba, junto a Lucas, el menor de los hijos, se radican en Madrid para cursar estudios.  Alba estudiaría Tecnologías de la Información para la Educación en la Universidad Pontifica Comillas y Luis cursaría en la Universidad Carlos III estudios de Desarrollo Económico, que regresaría a completar entre enero y marzo de 2009.

### El proyecto “Santa Ana”.
En la búsqueda de recuperar el “espacio frente al río” que la familia dejó de tener cuando vendieron el hermoso predio que tenían en Ituzaingó Corrientes, vendido a Marcelo Vairo para adquirir el Departamento en Capital Federal para el estudio de sus hijos, la familia logró detectar y adquirir en 2012 un predio lindante al arroyo Santa Ana, con salida al Río Paraná.
En el mismo hay un espacio de uso familiar y pequeñas actividades agrícolas “para volver a las fuentes”.  La mayor parte del predio fue dada en comodato a la Fundación IPESMI para instalar un Club Universitario y realizar actividades educativas, además de un predio en reserva ecológica.